# Thiago Almada
Thiago Ezequiel Almada (sinh ngày 26 tháng 4 năm 2001) là một cầu thủ bóng đá chuyên nghiệp người Argentina hiện đang thi đấu ở vị trí tiền vệ tấn công hoặc tiền vệ cánh cho câu lạc bộ Ligue 1 Lyon dưới dạng cho mượn từ câu lạc bộ Campeonato Brasileiro Série A Botafogo và đội tuyển bóng đá quốc gia Argentina. 
Anh là thành viên của đội tuyển Argentina giành được danh hiệu FIFA World Cup 2022, qua đó trở thành cầu thủ MLS đầu tiên giành được danh hiệu này.

## Thống kê sự nghiệp

### Câu lạc bộ
Tính đến 17 tháng 12 năm 2019.
| Câu lạc bộ          | Mùa                 | liên đoàn           | liên đoàn | liên đoàn | Cúp quốc gia | Cúp quốc gia | Cúp liên đoàn | Cúp liên đoàn | Lục địa  | Lục địa   | Khác     | Khác      | Toàn bộ  | Toàn bộ   |
| Câu lạc bộ          | Mùa                 | Bộ phận             | Ứng dụng  | Bàn thắng | Ứng dụng     | Bàn thắng    | Ứng dụng      | Bàn thắng     | Ứng dụng | Bàn thắng | Ứng dụng | Bàn thắng | Ứng dụng | Bàn thắng |
| ------------------- | ------------------- | ------------------- | --------- | --------- | ------------ | ------------ | ------------- | ------------- | -------- | --------- | -------- | --------- | -------- | --------- |
| Vélez Sarsfield     | 2018                | Primera División    | 16        | 3         | 1            | 0            | 4             | 1             | -        | -         | 0        | 0         | 21       | 4         |
|                     | 2019-20             |                     | 12        | 2         | 0            | 0            | 0             | 0             | -        | -         | 0        | 0         | 12       | 2         |
| Tổng số nghề nghiệp | Tổng số nghề nghiệp | Tổng số nghề nghiệp | 28        | 5         | 1            | 0            | 4             | 1             | 0        | 0         | 0        | 0         | 33       | 6         |

Ghi chú
1. ↑  Appearances in the Copa Argentina
2. ↑  Appearances in the Copa de la Superliga

### Quốc tế
Tính đến ngày 19 tháng 6 năm 2023
| Đội tuyển quốc gia | Năm  | Trận | Bàn |
| ------------------ | ---- | ---- | --- |
| Argentina          | 2022 | 2    | 0   |
| Argentina          | 2023 | 2    | 1   |
| Tổng               | Tổng | 4    | 1   |

Bàn thắng và kết quả của Argentina được để trước.
| # | Ngày                | Địa điểm                                                 | Số trận | Đối thủ | Bàn thắng | Kết quả | Giải đấu |
| - | ------------------- | -------------------------------------------------------- | ------- | ------- | --------- | ------- | -------- |
| 1 | 23 tháng 3 năm 2023 | Sân vận động Antonio V. Liberti, Buenos Aires, Argentina | 3       | Panama  | 1–0       | 2–0     | Giao hữu |